# BAE システムズ・ランド・アンド・アーマメンツ
BAE システムズ・ランド・アンド・アーマメンツ (BAE Systems Land & Armaments Inc.) はユナイテッド・ディフェンス・インダストリー (UDI) を獲得したBAE システムズが2005年6月24日にBAE システムズ・ランド・システムズ (BAE LS) と合併させて創設された企業。
ランド・アンド・アーマメンツはBAE システムズの子会社で、戦闘車両、弾薬、長距離砲、艦砲、ミサイルなどの設計、開発と製造を担っており、アメリカ合衆国とイギリス、スウェーデン、南アフリカ共和国など世界中に30の拠点と約17,000人の従業員を持つグローバル企業である。
2007年にBAE システムズはアーマー・ホールディングス, Inc.を獲得し、ランド・アンド・アーマメンツは相当の拡大を果たした。2005年の年次報告では、12億6600万ポンドの売上高と4200万ポンドのEBITAを出している。これは、2004年に48200万ポンドの売上高に匹敵する。

## 歴史
2004年までランド・アンド・アーマメンツの規模は比較的大きくなかったが、2004年のアルヴィス・ビッカーズの買収と2005年のユナイテッド・ディフェンスの買収を経て、現在はジェネラル・ダイナミクスに次ぐ業界2位の規模に拡大した。
BAE システムズそのものは、ブリティッシュ・エアロスペース（BAe）とマルコーニ・エレクトロニック・システムズ（MES）の合併によって、1999年に作られた。BAeの陸上兵器系ビジネスは、RO ディフェンス（ロイヤル・オードナンス）があった。MESは、ビッカーズ・シップビルディング・アンド・エンジニアリングを所有していた。
ジェネラル・ダイナミクスにアルヴィス・ビッカーズを買収されるおそれがあったため、2004年6月4日にBAE システムズはより高値をつけて買収した。ジェネラル・ダイナミクスの決定的な勝利はBAEの咄嗟の判断で阻止された。それはBAEにとって裏庭と言えるイギリス企業を、国外の大企業による買収から回避する試みではないか、という見解もあった。しかし、2004年7月にディック・オルバーがBAEの会長に指名された際、彼は陸上兵器系部門が会社のビジネスに貢献するか確かめるよう命じた。この経営戦略の変化は、2007年10月4日にフィナンシャル・タイムズが注目に値すると報じた。
2005年3月7日にBAEはユナイテッド・ディフェンスを39億7400万ドルで買収したことを発表した。ユナイテッド・ディフェンスは陸上兵器を扱うメーカーで、ジェネラル・ダイナミクスのライバルであった。また、ユナイテッド・ディフェンスを傘下に収めたBAEは、その売上高と重要なアメリカ市場との関係を促進した。
2005年6月にランド・アンド・アーマメンツは、アメリカ合衆国におけるBAEビジネスの再編を受け、BAE システムズ・エレクトロニクス・アンド・インテグレート・ソリューションズとBAE システムズ・カスタマー・ソリューションズからなる運営グループに編入された。そして、ランド・アンド・アーマメンツは本部をアメリカ合衆国に移し、BAE システムズ Inc.の傘下に入った。
ランド・アンド・アーマメンツはアメリカ陸軍から定期的なブラッドレー AFVの契約を受けている。2006年会計年度の8月までに、BAEは総額4億7790万ドルに上る契約書を受け取った。

## 組織
- BAE Systems Armaments Systems
  - Mk 45 5インチ砲
- BAE Systems Ground Systems
  - M109パラディン
  - M113装甲兵員輸送車
- BAE Systems Mobility & Protection Systems
- BAE Systems AB
  - CV90
- BAE Systems Land Systems Weapons & Vehicles
  - チャレンジャー2
  - ウォーリア装甲戦闘車
  - M777榴弾砲
  - LAV III
  - L118
- BAE Systems Land Systems South Africa
- Land Systems Munitions & Ordnance